# Smoke N Mirrors
Smoke N Mirrors es el álbum debut en solitario del rapero B-Real, miembro líder del grupo de rap Cypress Hill, lanzado el 24 de febrero de 2009. El álbum fue originalmente preparado para lanzarse en el verano del 2007. B-Real dijo que Fredwreck y will.i.am producirían el álbum, y que el siguiente lanzamiento de Cypress Hill estaba esperado para ser lanzado en el verano del 2008. Smoke N Mirrors fue lanzado bajo la firma de B-Real, "Audio Hustlaz". Cuenta con apariciones de Snoop Dogg, Damian Marley, Sen Dog, Soopafly, Young De y más.

## Canciones
| #  | Título                    | Colaboración(es)                   | Productor(es)          |
| -- | ------------------------- | ---------------------------------- | ---------------------- |
| 1  | "Smoke N Mirrors"         | Bo-Roc                             | Scoop Deville          |
| 2  | "Gangsta Music"           | Bo-Roc                             | Soopafly               |
| 3  | "Don't Ya Dare Laugh"     | Xzibit & Young De                  | Scoop Deville          |
| 4  | "Everything U Want"       | Buckshot                           | Soopafly               |
| 5  | "6 Minutes"               | Young De & Tekneek                 | The Alchemist          |
| 6  | "Psycho Realm Revolution" | Sick Jacken                        | Sick Jacken            |
| 7  | "Fire"                    | Damian Marley                      | B-Real                 |
| 8  | "10 Steps Behind"         | Young De & Tekneek                 | J. Turner              |
| 9  | "Get That Dough"          | Babydoll Refresh                   | Fifht [aka Young Mass] |
| 10 | "Dr. Hyphenstein"         | Snoop Dogg, Young De & Trace Midas | B-Real                 |
| 11 | "Stack'n Paper"           |                                    | J. Turner              |
| 12 | "1 Life"                  | Sen Dog & Mal Verde                | B-Real                 |
| 13 | "Dude VS. Homie"          |                                    | J. Turner              |
| 14 | "When They Hate You"      | Babydoll Refresh                   | Salaam Wreck           |
| 15 | "When We're Fucking"      | Too Short, Kurupt, & Young De      | J. Turner              |